# 玉带桥 (北京)
玉带桥，是一座18世纪的人行月桥，位于中国北京的颐和园。它以其独特、高而薄的单拱而闻名。玉带桥是昆明湖西岸六桥中最著名的一座。该桥建于1751年至1764年，正値乾隆皇帝统治时期，以中国南部乡村的桥梁风格建造。該桥由大理石和其他白色石头制成，华丽的桥栏杆上装饰着起重机和其他动物的雕刻。拱门的净空是为了容纳乾隆皇帝的龙舟。作为昆明湖入邻豫河的入海口，遇有特殊情况，皇帝和皇后乘坐的龙舟都会特地从这座桥下经过。颐和园东南有一座类似的拱桥，叫做绣漪桥。

## 图集

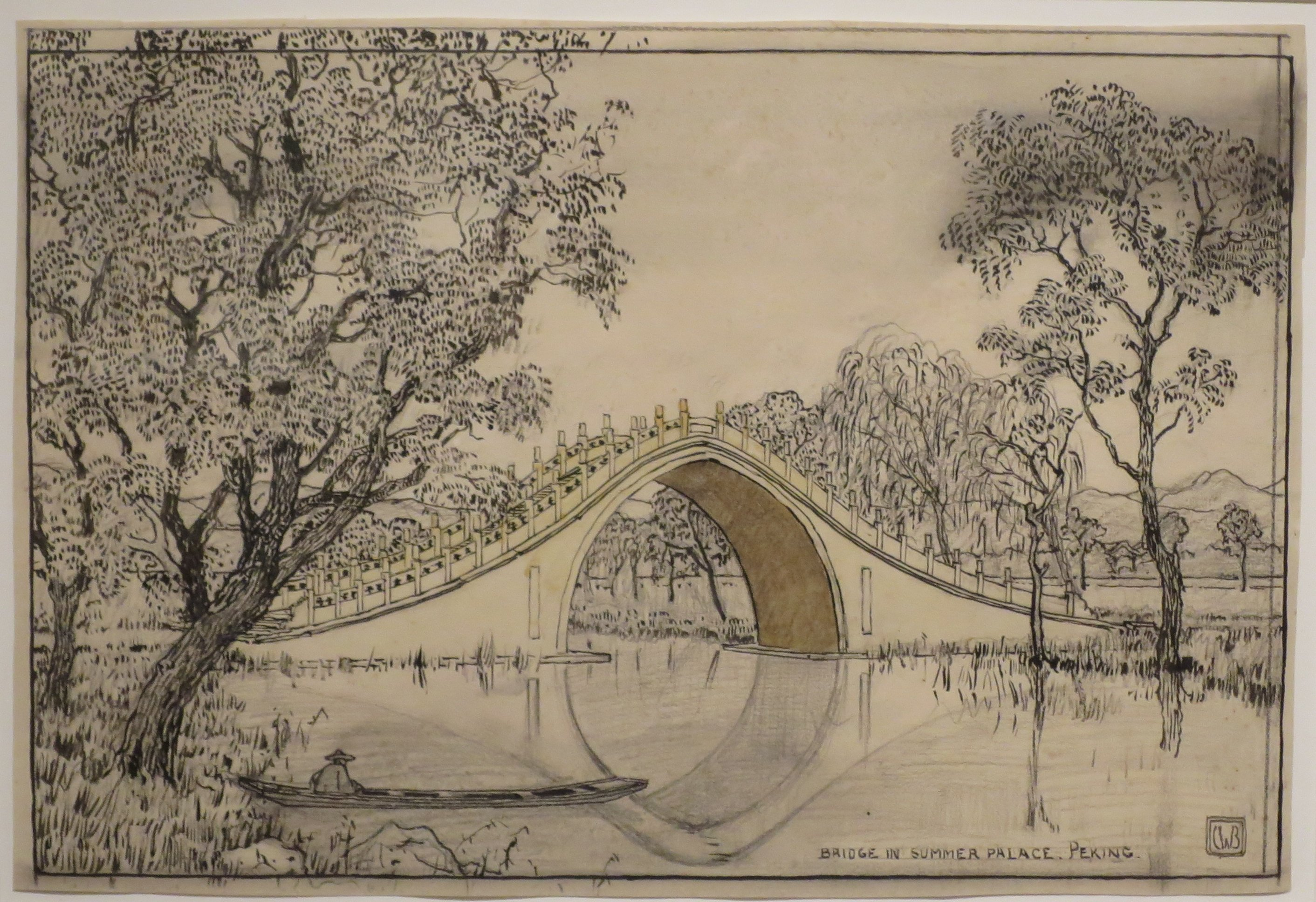
玉带桥绘画
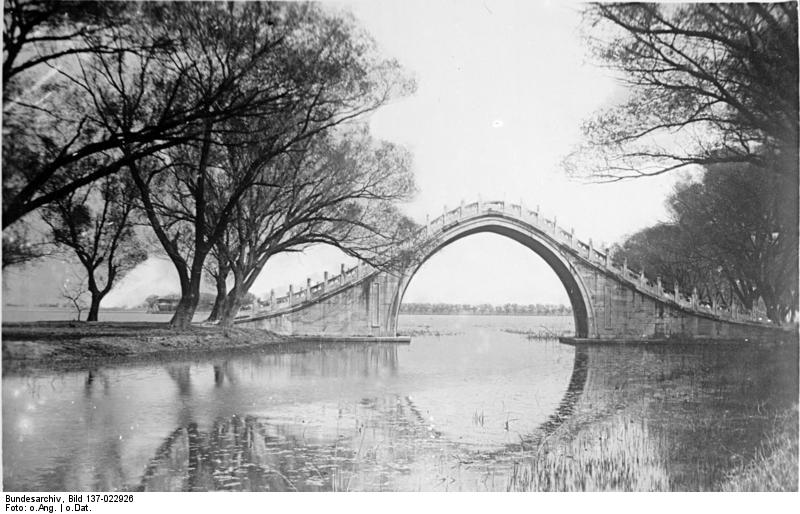
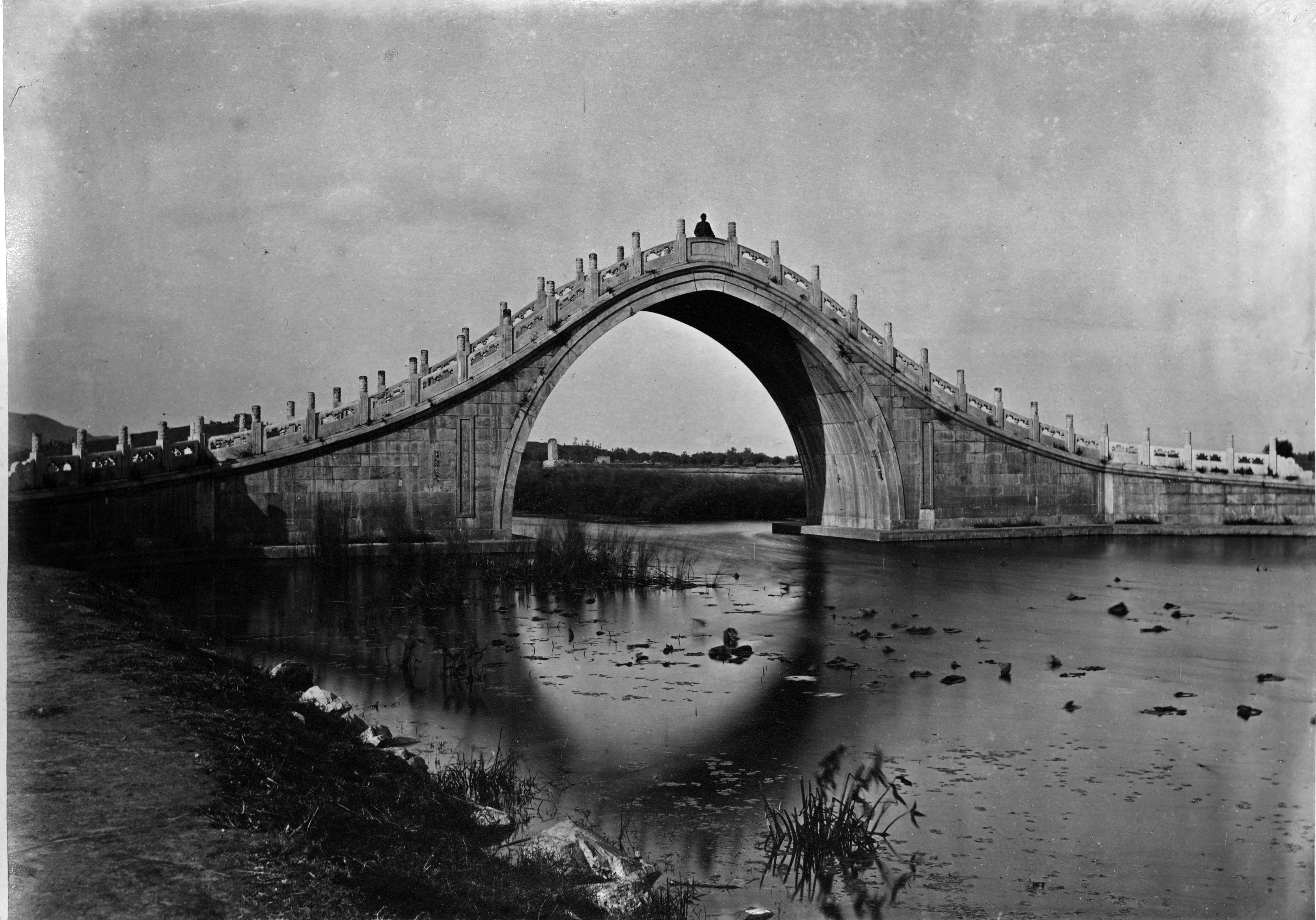
大约于 1879 年
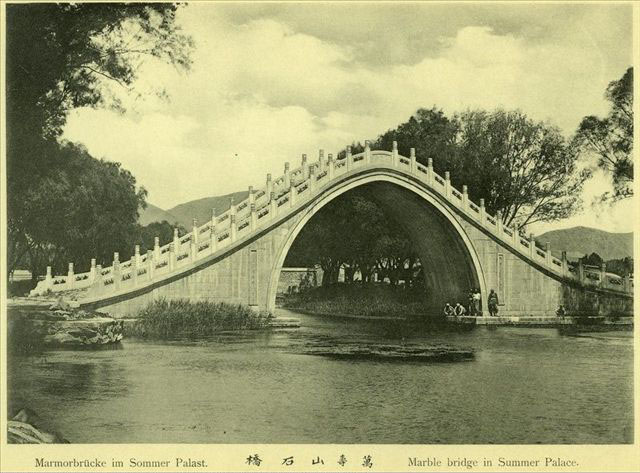
大约在 1900 年和 1903 年之间
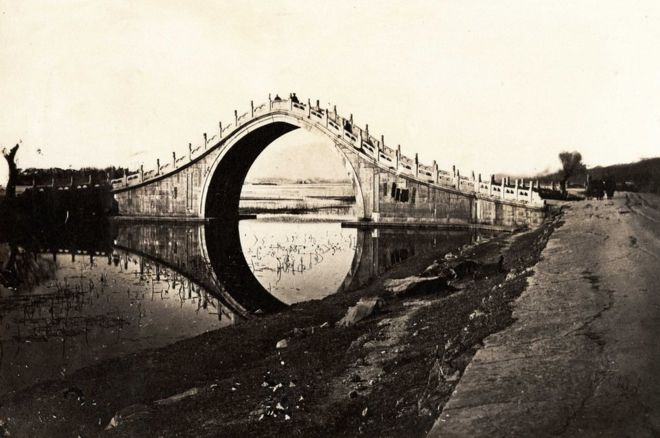
1870 年至 1889 年间
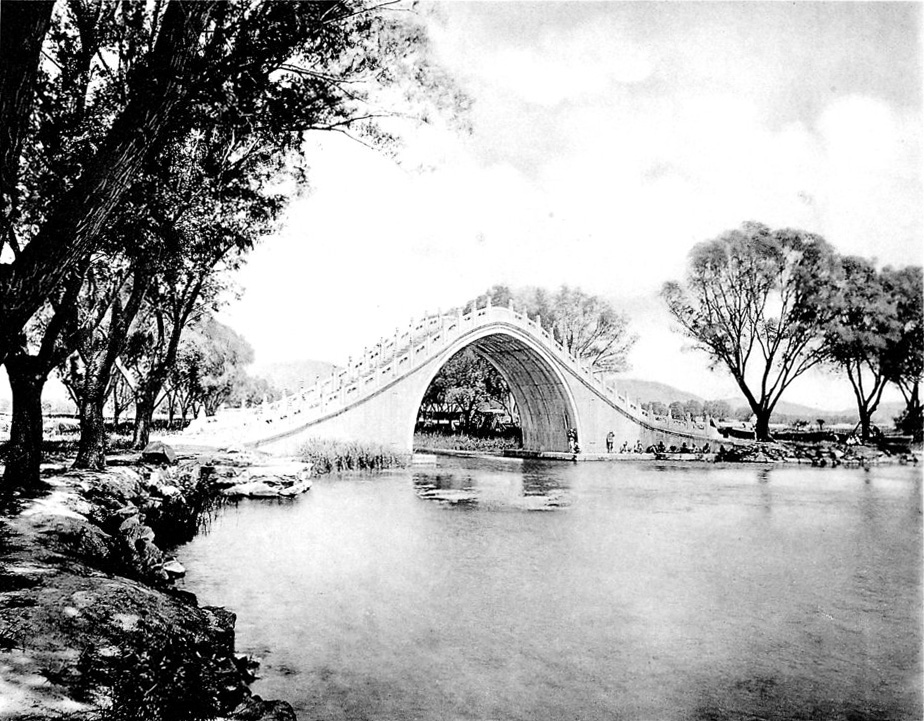
1902 年或之前
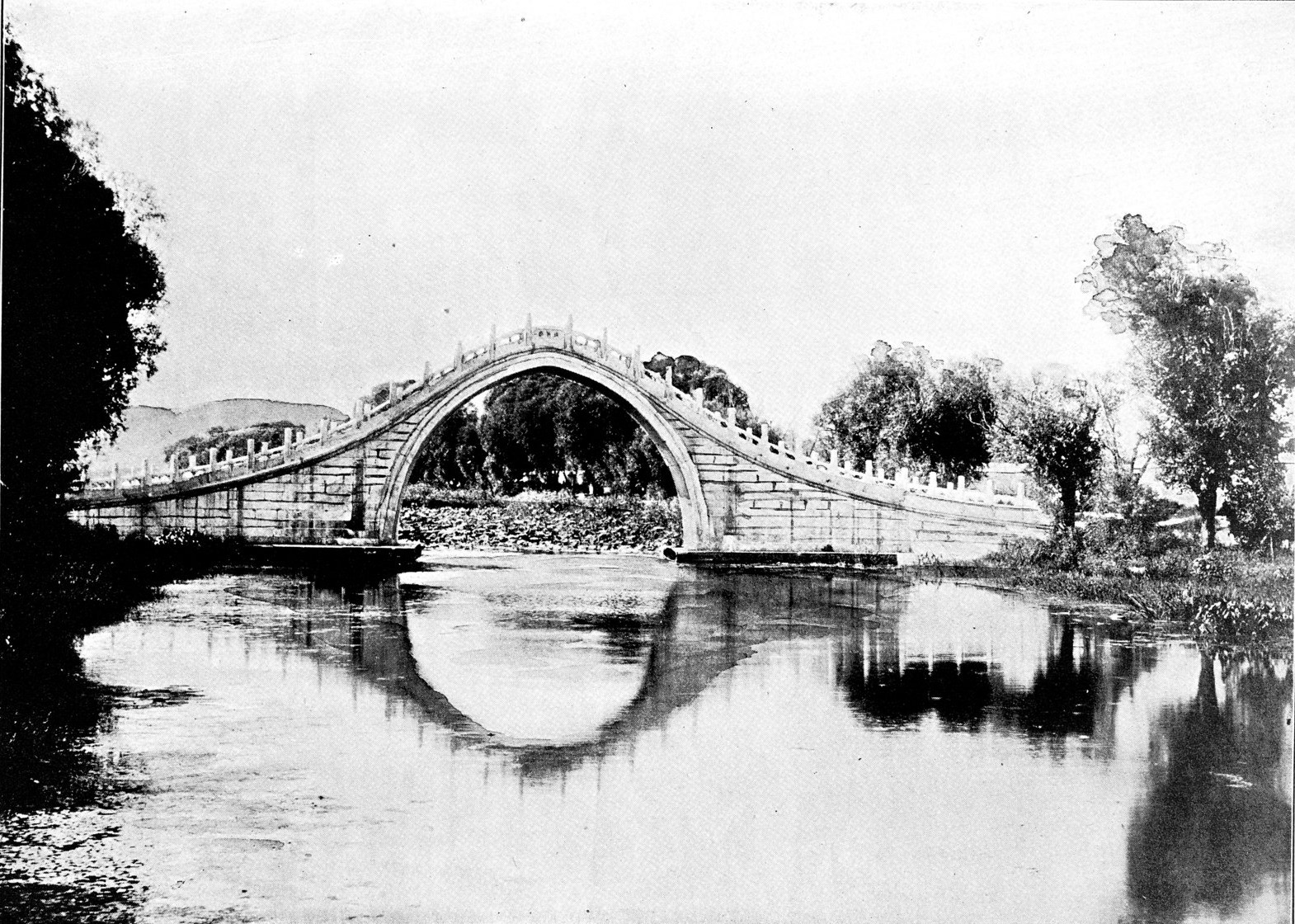
1906年之前
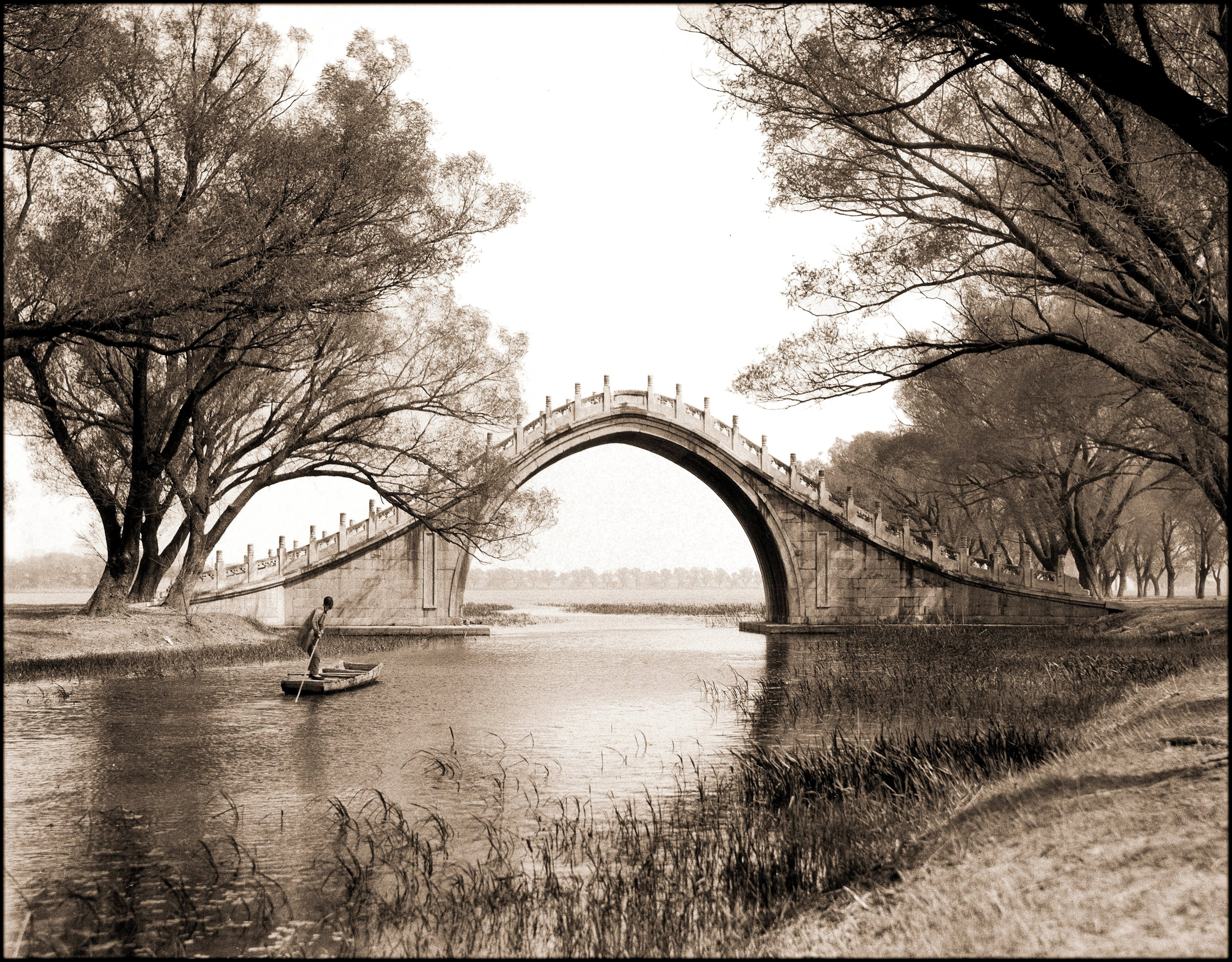
大约于 1924 年

## 关连项目
- 宝带桥
- 中国建筑
- 宋代建筑